# ちはる・愛日の今夜もいっぱい!?
ちはる、愛日の今夜もいっぱい!?（ちはるまなびのこんやもいっぱい）とは、2000年4月から2001年3月まで東海ラジオ・FM FUJIで放送されていたラジオ番組。

## 放送時間
- 東海ラジオ 月曜日 21:10〜21:40
- FM FUJI 日曜日 22:00〜22:30

## パーソナリティ
- 手塚ちはる
- 水野愛日